# Макіївка (великий морський танкер)
«Макіївка» — великий морський танкер, який входив до складу Військово-морських сил України. Мав бортовий номер U757.

## Особливості проекту
На танкері встановили пристрій передачі вантажів в морі на ходу траверзним способом, що дозволяє виконувати вантажні операції при значному хвилюванні моря. В якості оборонного озброєння були встановлені дві 57-мм артустановки (2х2 57 мм АК-725) з РЛС управління «Барс». Завдяки широкій номенклатурі переданих вантажів (мазуту - 8250 тонн, дизельного палива - 2050 тонн, авіапалива - 1000 тонн, питної води - 1000 тонн, котельної води 450 тонн, мастила (4 сортів) - 250 тонн, сухих вантажів і продовольства по 220 тонн ), цей танкер є кораблем комплексного постачання.

## Історія
Великий морський танкер проекту 1559В «Борис Чилікін» був побудований на Балтійському СБЗ в 1971 році. В процесі експлуатації оборонне озброєння з них було знято, а самі вони були навіть перефарбовані в колір судів ММФ з торговим прапором. Це полегшувало їх заходи в іноземні порти. Великий морський танкер «Борис Чилікін» був побудований на Балтійському заводі в Ленінграді, будівельний №-611, прийнятий до складу флоту в листопаді 1970 року. Входив до складу 9-ї бригади морських суден забезпечення (БРМСО) Чорноморського флоту ВМФ СРСР. Неодноразово відвідував зарубіжні порти в складі з'єднань кораблів військово-морського флоту:
- 14 - 19.10.1974 р - візит в Порт-Луї (Маврикій);
- 19 - 23.11.1974 р - візит в Дакар (Сенегал);
- 12 - 19.05.1975 р - візит в Спліт (Югославія);
- 13 - 18.06.1982 р - візит до Луанди (Ангола);
- 25.06 - 02.07.1982 р - візит в Лагос (Нігерія);
- 20 - 24.10.1986 р - візит до Гавани (Куба).
Великий морський танкер "Борис Чиликин" згідно з Договором про розподілу Чорноморського флоту ВМФ СРСР в 1997 році відійшов ВМС України, де отримав нову назву — «Макіївка» (бортовий номер U757). Згодом був проданий українському «Чорномор», з травня 2001 року — цивільний танкер «Макіївка». З 2002 року — цивільний танкер «Азія». Був списаний та утилізований в 2004 році.